# Motif DSCH

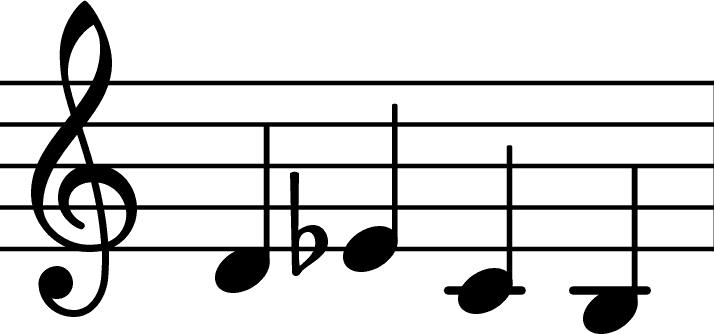
Le motif DSCH.

Les lettres DSCH désignent un motif musical utilisé par le compositeur russe Dmitri Chostakovitch en référence aux lettres de son nom, comme le fit Jean-Sébastien Bach, avec le motif BACH. Il est constitué des notes « ré - mi bémol - do - si », dont la transcription dans la notation allemande donne ses initiales : « D. Sch. » (la transcription allemande de son nom est Dmitri Schostakowitsch).
L'appellation DSCH de ce thème provient de l'écriture allemande D - Es - C - H des notes  ré - mi - do - si — puisque le mi bémol (en allemand « Es » prononcé « S ») renvoie au début du nom Schostakowitsch. 

## Huitième quatuor
C'est un thème que le compositeur a su développer dans plusieurs œuvres, à commencer par le huitième quatuor à cordes, composé en trois jours dans la ville de Dresde, ruinée par son effroyable bombardement.

## Autres œuvres
Ce motif apparaît dans plusieurs autres œuvres, comme la Symphonie no 10 en mi mineur, le Concerto pour violon no 1 en la mineur, le Trio avec piano no 2, la Symphonie no 15 en la majeur ou encore la Sonate pour violon et piano ou le motif est légèrement remanié, un ré bémol s'intercalant entre le mi bémol et le do.

## Utilisation du motif par d'autres compositeurs
Le motif a été utilisé par plusieurs compositeurs voulant rendre hommage à Chostakovitch. Citons notamment le Prélude à la mémoire de Dmitri Chostakovitch d'Alfred Schnittke, le neuvième quatuor à cordes de Sulkhan Tsintsadze et la grande Passacaille sur DSCH du compositeur britannique Ronald Stevenson. Notons également qu'Edison Denisov, protégé de Chostakovitch, lui a dédié plusieurs œuvres utilisant le motif, notamment DSCH pour clarinette, trombone, violoncelle et piano en 1969 et une sonate pour saxophone en 1970. Il utilise par exemple les quatre notes du motif comme début d'une série de 12 notes (dans le cadre d'une composition dodécaphonique).